# Distrito electoral 33 (condado de Monroe, Illinois)
El distrito electoral de 33 (en inglés: Precinct 33) es un distrito electoral ubicado en el condado de Monroe en el estado estadounidense de Illinois. En el Censo de 2010 tenía una población de 536 habitantes y una densidad poblacional de 565,44 personas por km².

## Geografía
Según la Oficina del Censo de los Estados Unidos, tiene una superficie total de 0.95 km², de la cual 0.95 km² corresponden a tierra firme y (0.27%) 0 km² es agua.

## Demografía
Según el censo de 2010, había 536 personas residiendo en el distrito electoral de 33. La densidad de población era de 565,44 hab./km². De los 536 habitantes, el distrito electoral de 33 estaba compuesto por el 98.51% blancos, el 0.19% eran afroamericanos, el 0.19% eran amerindios, el 0.56% eran asiáticos, el 0% eran isleños del Pacífico, el 0.37% eran de otras razas y el 0.19% pertenecían a dos o más razas. Del total de la población el 3.17% eran hispanos o latinos de cualquier raza.